# 일본차

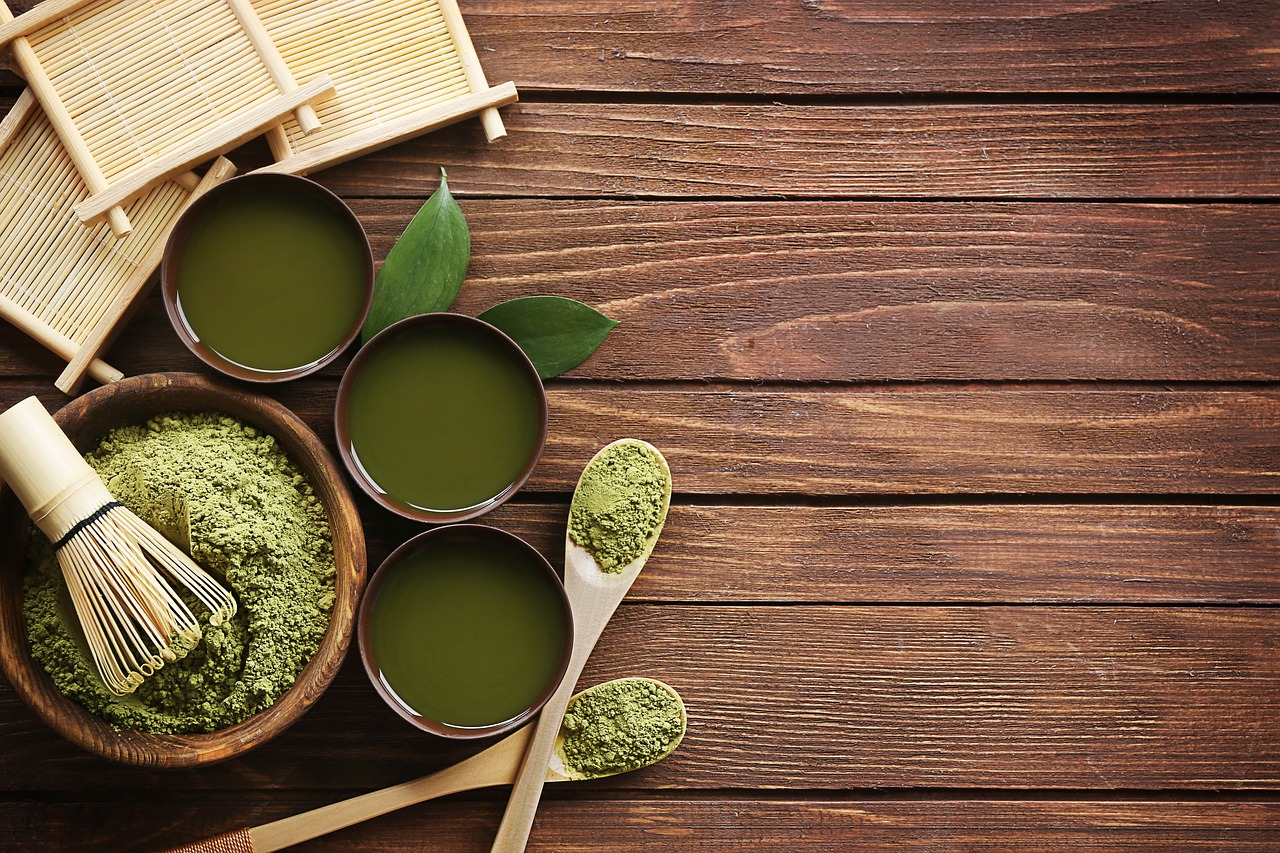
일본차의 대표적인 차 중 하나인 말차 및 그 다기.

일본차(일본어: 日本茶)는 일본에서 자주 마시는 음료 중 하나로, 일본에서 생산된 차 또는 일본에서 자주 마시는 차 양쪽을 모두 가리키는 용어이다. 사이초와 구카이가 차 품종을 일본에 전래하였고, 헤이안 시대에 사가 천황이 일본 황실에 다도 기술을 전파했다. 이후 일본 선종의 승려이자 임제종의 창시자인 묘안 에이사이가 중국에서 차를 들여와 일본 각지에 차를 심으며 일본의 모든 이들에게 건강을 위해 차를 마실 것을 권유했다.
일본에서 가장 먼저 차를 생산한 지역은 교토 인근의 우지시로, 에이사이가 그곳에 최초 차를 심은 뒤 차 산업이 발달했을 것으로 추정한다. 현대에도 일본의 고급 차는 우지에서 생산되지만, 일본에서 가장 많이 차를 생산하는 지역은 시즈오카현으로, 전체 센차의 약 40%가 시즈오카에서 생산된다. 시즈오카 이외에도 혼슈의 중앙에 있는 기후시, 시가현, 사이타마시에서 차를 생산한다. 일본에서 가장 많이 소비되는 차는 녹차이지만, 녹차 이외에도 발효차인 츠케모노차도 생산되고 있다. 대표적인 일본의 녹차 종류에는 말차, 호지차, 가부세차, 센차 등이 있다.  일본에서는 노동비가 높기 때문에 소수의 고급차만이 전통적인 방식으로 제조된 뒤 포장되어서 제공된다.
일본차의 찻잎은 풍부한 짙은 녹색을 띄고 있으며 중국 차와는 달리 일본차는 증기를 이용해 찌는 방식을 사용한다. 찻잎에서 우러나온 색은 대체로 뿌옇게 흐려지는 경우가 많은데, 이는 액체 속에 찻잎 분말이 섞여 들어가기 때문이다.